# Miriam Schenone
Miriam Esperanza Schenone Ordinola (Lima, 22 de julio de 1954) es una abogada y política peruana. Fue la primera ministra de la Mujer del Perú, siendo designada por el gobierno de Alberto Fujimori y ejerciendo el cargo desde el 6 de noviembre de 1996 hasta el 13 de octubre de 1999. Fue también congresista de la república en el breve periodo 2000-2001.

## Biografía
Miriam Schenone nació el 22 de julio de 1954 en Lima, capital del Perú
Estudió la carrera de Derecho en la Universidad Nacional Federico Villarreal, donde luego se graduó como abogada en el año 1980.
Schenone laboró como presidenta del Consejo del Registro del Estado Civil en el año 1989 y como presidenta de la Delegación Peruana en la Conferencia Internacional sobre Población y Desarrollo de El Cairo en 1994. Fue también presidenta de la Delegación Peruana en el "Primer Encuentro de Ministras de Países Iberoamericanos" (1995) y presidenta de la Delegación Peruana en el XIV Período de Sesiones del Comité para la Eliminación de la Discriminación contra la Mujer -CEDAW 1995 y 1997.

## Trayectoria
Durante el gobierno de Alberto Fujimori, Miriam Schenone fue designada como viceministra de Justicia del Perú (1992–1995), donde también fue secretaria del Ministerio de Justicia del Perú en el año 1992, directora general de Asuntos Jurídicos (1988–1989) y promovió las Defensorías de los Niños (Demuna). Fue también secretaria ejecutiva del Consejo de Coordinación Judicial en el Poder Judicial del Perú, donde implementó y coordinó los planes de reforma administrativa de los organismos que conforman el Sistema de Administración de Justicia del Perú.
Asesoró en materia legal, judicial, administrativa y elaboración del plan de reforma del Poder Judicial.

### Ministra de la Mujer
En el año 1996, el presidente Alberto Fujimori anunció desde Alemania, en el marco de la Semana Latinoamericana 1996 y la Conferencia Alemana sobre la Economía Latinoamericana, la creación del Ministerio de Promoción de la Mujer y del Desarrollo Humano, que tendría como objetivo apoyar a las mujeres y contribuir a la superación de la pobreza, inequidad y exclusión. Luego el 29 de octubre de ese mismo año, Fujimori designó a Miriam Schenone como la primera ministra de la Mujer en la historia del Perú, siendo esto durante el gabinete ministerial presidido por Alberto Pandolfi.
Durante su gestión, Schenone mejoró la calidad del Programa Nacional de Alfabetización en focalización, contenidos, cobertura y supervisión. También negoció préstamos con el Banco Interamericano de Desarrollo y el Banco Mundial para Wawa Wasi y Comunidades Indígenas. Asimismo, promovió disposiciones legales, convenios de cooperación, concertó y coordinó proyectos a través de planes nacionales. Schenone también tuvo que analizar el caso de tortura contra Leonor La Rosa.
Permaneció en el cargo hasta su renuncia en octubre del año 1999, donde fue reemplazada por Luisa María Cuculiza. Tras su renuncia, siguió laborando en el gobierno fujimorista como asesora del despacho presidencial, asesora de la primera dama Keiko Fujimori y secretaria del Consejo de Ministros del Perú (1999-2000).

### Congresista
Para las elecciones generales del año 2000, Miriam Schenone decidió postular al Congreso de la República por la alianza Perú 2000, que tenía como candidato a Alberto Fujimori para su segunda reelección a la presidencia del Perú. Schenone resultó elegida congresista, con 29,420 votos, para el periodo 2000-2005 y durante su gestión fue miembro de las comisiones de Constitución, Justicia, Permanente y del Consejo Directivo. Fue también presidenta de la Comisión de Derechos Humanos y secretaria de la Comisión de Reforma de Códigos.
Luego de la publicación de los "Vladivideos", Schenone renunció a la bancada de Perú 2000 y pasó a ser independiente. Posteriormente en noviembre del año 2000, su periodo parlamentario fue reducido hasta el año 2001 tras la renuncia de Alberto Fujimori a la presidencia del Perú mediante un fax y la convocatoria a nuevas elecciones generales planificadas por el gobierno de transición de Valentín Paniagua.
Miriam Schenone decidió retirarse del ámbito político y actualmente se desempeña como gerenta general de la Universidad Privada San Juan Bautista.